# Jason Jones (músico)
Jason "Gong" Jones es un cantante de Los Ángeles, California, Estados Unidos. Originalmente un artista del tatuaje, fue el líder y vocalista de la banda de metal alternativo Drowning Pool, de 2002 a 2005, proporcionando la voz de la banda en el álbum del año 2004 Desensitized, después de la muerte de Dave Williams.
Además de ser cantante, puede tocar la guitarra.

## Con Drowning Pool
En 2002, Jason Jones fue contratado por Drowning Pool (en el momento compuesta solo por C. J. Pierce, Stevie Benton y Mike Luce) después de la pérdida de su líder original, Dave Williams, que murió de una afección cardíaca, mientras estaban en la gira durante el Ozzfest.
Jones ocupó la posición como líder de la banda de 2003 a 2005. En ese período de tiempo, en el cual grabó con la banda el álbum Desensitized, el grupo tuvo dos grandes hits "Step Up" (utilizado para la película The Punisher y el tema de WWE WrestleMania XX) y "Love And War". Otro sencillo fue la canción "Killin' Me".
Jones fue el intérprete original del que sería el cuarto tema oficial de SmackDown "Rise Up!" (según muchos, el mejor de la historia), lanzado el 30 de septiembre de 2004 y con una duración aproximada de 3:14 minutos. Esta, la primera versión, formó parte del álbum "WWE ThemeAdict: The Music, Vol. 6".
La segunda versión de "Rise Up!" sería regrabada 2 años después por el próximo vocalista de Drowning Pool, Ryan McCombs, lanzada el 23 de mayo de 2006, con una duración aproximada de 2:54 minutos, formando parte del siguiente álbum "WWE Wreckless Intent".
En 2005, Jones dejó la banda debido a diferencias musicales y personales. Dino Cazares tenía su ojo puesto en Jones para formar una nueva banda tras haber abandonado a Drowning Pool, que se llamaría AM Conspiracy.

## Con AM Conspiracy
Luego de abandonar Drowning Pool, Jason "Gong" Jones formó una nueva banda llamada AM Conspiracy en 2006.
La banda comenzó cuando dos viejos amigos, Dean Andrews y Kenny Harrelson se reunieron con Jones, quien quería crear su propia música, en lugar de seguir el ejemplo de otros como en su rol anterior, de modo que cuando Dean Andrews y Kenny Harrelson lo conocieron, quedó claro que tenían la misma visión. Con la incorporación de Drew Burke y la reincorporación de Rob DeHaven, la banda finalmente tuvo las mentes y las habilidades adecuadas para crear la música de "AM Conspiracy" y para llevarla a la siguiente estratosfera.